# Никоновская (Кадуйский район)
Никоновская — деревня в Кадуйском районе Вологодской области.
Входит в состав Никольского сельского поселения, с точки зрения административно-территориального деления — в Никольский сельсовет.
Расположена на левом берегу реки Шулма. Расстояние по автодороге до районного центра Кадуя — 29 км, до центра муниципального образования села Никольское — 5 км. Ближайшие населённые пункты — Будиморово, Васильевская, Вахонькино, Завод, Иваново, Лукьяново, Мелентьево, Прягаево, Сафоново, Слобода, Туровино.
По переписи 2002 года население — 7 человек.